# Nairnshire
Nairnshire (także Nairn, gael. Siorrachd Inbhir Narann) – hrabstwo historyczne w północnej Szkocji, którego siedzibą administracyjną i głównym ośrodkiem miejskim było Nairn. Współcześnie teren hrabstwa znajduje się w granicach jednostki administracyjnej Highland.
Jedno z najmniejszych szkockich hrabstw, w 1887 roku zajmujące powierzchnię 518 km², w 1951 roku – 422 km² (0,5% terytorium Szkocji). Liczba ludności w 1887 roku – 10 455, w 1951 roku – 8719 (0,17% całkowitej populacji Szkocji). Położone było nad południowym brzegiem zatoki Moray Firth (Morze Północne), pomiędzy hrabstwami Inverness-shire na zachodzie i Moray (Elginshire) na wschodzie. Do XIX wieku należało do niego kilka większych eksklaw w obrębie sąsiednich hrabstw. Północna, nadmorska część hrabstwa była nizinna, o żyznych glebach, w znacznej części zalesiona. Na południu teren wyżynno-górzysty, wznoszący się do 600 m n.p.m. (Grampiany). Główne rzeki – Nairn i Findhorn.
Gospodarka hrabstwa opierała się na rolnictwie i rybołówstwie. Prowadzone było tu wydobycie granitu i produkcja whisky, rozwinęła się także turystyka.